# ギフト (テレビドラマ)
『ギフト』（Gift）は、1997年4月16日から6月25日まで毎週水曜日21:00 - 21:54に、フジテレビ系「水曜劇場」枠で放送されたテレビドラマ。主演は木村拓哉。

## 企画・制作
連続ドラマ単独初主演となる木村拓哉が演じる記憶喪失の青年の葛藤を描く社会派サスペンスドラマ。当時は恋愛ドラマの人気が高かったため異色のテーマ設定だった。
雑誌『ドラマ』に脚本が掲載された際に飯田譲治は萩原健一主演の『傷だらけの天使』、松田優作主演の『探偵物語』に次ぐ男のドラマを目指すとコメントしている。放送当時、松田優作の再ブームも起きており、日本テレビで『探偵物語』の再放送も行われていた。そうした1970年代型青春アクションに魅せられた制作側の企画背景もあった。
「水曜劇場」枠で放送される連続ドラマは『古畑任三郎 第2シリーズ』以来1年ぶりであった。
1998年の事件（後述）で加害者が「ドラマを見てバタフライナイフを持った」などと供述したために再放送されず（東海テレビは再放送を途中で打ち切っている）、以後20年近くに渡り封印作品となっていた。事件後、脚本を担当した飯田譲治は自ら『TVドラマギフトの問題 少年犯罪と作り手のモラル』（岩波書店刊）を書き下ろし、この事件、そして本作に対しての思いを綴った。
飯田譲治と梓河人の共著による『ギフト』ノベライズ本が発売された。
1997年11月28日に未放送部分も収録した『ギフト 完全版』として全4巻でVHS化された。
2019年1月9日にBlu-ray／DVD BOXが発売された。

## あらすじ
厚生省官僚・岸和田は、横領した51億円と共に失踪した。横領の共謀者である奈緒美は、岸和田の部屋に残されたクローゼットの中から、血まみれの意識を失った青年を発見する。「早坂由紀夫」と名付けられた彼は、3年後、奈緒美の元で様々な「ギフト」の配達を請け負う「届け屋」として働いていた。記憶喪失の早坂由紀夫。異様に足が速く、「届ける」ということに異様な執念を持つが、それは記憶を失う前と関係があるのか？「届け屋」という仕事をしていく中で、由紀夫はさまざまな人と出会い、記憶を取り戻していく…。

## キャスト

### 主要人物
早坂 由紀夫（はやさか ゆきお）
演 - 木村拓哉
岸和田のマンションのクローゼットの中で傷だらけで気を失っていた青年。全ての記憶を失くしており、腰越に「届け屋」として雇われることになる。普段は廃業したレンタルビデオ店ドラゴンに寝泊まりしており、映画に詳しい。「届ける」ということに強い執念があり、いかなる場合でも相手に依頼の品を届けようとする。マウンテンバイクに乗って受取人の元に行き、受領証の代わりにポラロイドカメラで届け物を受け取った相手を写真に収めている。足が速い。
腰越 奈緒美（こしごえ なおみ）〈37〉
演 - 室井滋
人材派遣会社 腰越人材派遣センター 社長。厚生省の官僚で愛人の岸和田と横領した51億円が彼と共に忽然と消えてしまう。失った由紀夫の記憶から横領金の手がかりを掴むために彼を保護し、「届け屋」として雇う。「早坂由紀夫」の名付け親。最初は岸和田の行方を知るためだけの存在だった由紀夫だが、次第に妙な親近感を抱いていく。派手好き。
秋山 千明（あきやま ちあき）
演 - 篠原涼子
由紀夫に付きまとう女性。由紀夫の記憶に関する情報を腰越に伝えるために雇われている。由紀夫に気があり、部屋によく現れる。また頭が悪い代わりに直感が鋭く、由紀夫の異変に早い段階で気づく。自由奔放な性格。
野長瀬 定幸（のながせ さだゆき）
演 - 今井雅之
腰越の部下。お調子者。しょっちゅう災難に見舞われ、怪我をしている。
田村 アキラ（たむら あきら）
演 - 忌野清志郎
犯罪マニアの奇人。パソコンが得意で、由紀夫たちの情報屋。
筑波 新次（つくば しんじ）
演 - 梶原善
朔原の部下の刑事。女たらし。失踪した朔原に代わり由紀夫たちと関わっていくことになる。
古橋 典子（ふるはし のりこ）
演 - 春日井静奈
腰越の部下。
畠山 菊江（はたやま きくえ）
演 - 島村千草
星川の助手。
タイトルバックの女 / 明穂
演 - 角田智美
クニコの妹。加奈に医師国家試験問題を届けにきた由紀夫を見て、見覚えがある、と言うが誰かは思い出せない。（第5話）
ジュリエット星川（じゅりえっと ほしかわ）
演 - 小林聡美
占い師。腰越の友人。パスポートや免許証の偽造も請け負っている。
朔原 令子（さくはら れいこ）
演 - 倍賞美津子（第1話 - 第6話・最終話）
岸和田を追っている女刑事。映画好き。お金が大好き。突然失踪してしまうが（第5話）、最終話で再び由紀夫たちの前に現れる。

### ゲスト

#### 第1話
奈留崎 香織
演 - 希良梨
2件目の届け物の受取人。援助交際の相手から金だけ騙し取って稼いでいる高校生。実は政治家の娘で、愛人を何人も作る父親に反発している。届け物は父親からのごく短い手紙と100万円の小切手。
郡司 幸太郎
演 - 尾藤イサオ
風俗関係で幅を利かせているヤクザ。香織に50万円を騙し取られたことを根に持ち、大槻を雇って香織を捕まえようと画策する。
吉原 英二
演 - 清水章吾
1件目の届け物の受取人。
美里
演 - 菊池万理江
由紀夫に「オサム、久しぶり」と声をかける女性。自称・由紀夫の元カノ。実は香織に頼まれて知り合いのフリをしていた。
大槻〈50〉
演 - 日野陽仁
香織の援交相手。実は郡司に雇われた囮。
精神科医
演 - 山路和弘
由紀夫を診察した精神科医。腰越に由紀夫の状態を説明する。
占い客
演 - 岡森諦、西牟田恵
星川に結婚を占ってもらうカップル客。
チンピラ
演 - 長江英和、林和義
郡司に雇われて香織を捕まえようとする男たち。
自由の女神
演 - キャスリン・スミス
由紀夫の夢に出てくる、自由の女神の扮装をした外国人女性。実は由紀夫が記憶を失くす直前、暴行されている時にテレビで流れていたCMのモデル。
女子高生
演 - 丸山未帆、嘉門洋子、加藤あい（役名：若菜）
香織と組んで男から金を巻きあげている女子高生たち。警察がいるから逃げろ、と言って大槻を追い払おうとするが、男たちに捕らえられる。

#### 第2話
神林 トメ
演 - 赤木春恵（特別出演）
届け物の受取人。資産家の未亡人。不仲だった夫の死後、銀行から夫の預金を全て引き上げてしまう。趣味で集めていた金銅仏を夫に売り払われたため、取り戻してくれたら預金を銀行に戻してもいい、と戸塚たちに約束している。生前、銀行が預金欲しさに夫に女遊びを教えたあげく腹上死したため、銀行を恨んでいる。届け物は金銅仏。
藍川 和男
演 - 井川比佐志
トメと仲がいいホームレス。漫画好きで、パーマンと呼ばれている。お金が大嫌い。実は元金庫破り。依頼の域を超えて「届ける」ことに徹する由紀夫をプロだと評価する。
戸塚
演 - 近藤芳正
銀行員。大川と共に銀行の金を使い込んでいる。トメが預金の条件として提示した金銅仏を届けることを腰越に依頼する。だが、本物は海外のコレクターに買われており、売ることを承諾してもらったが1ヶ月経っても送ってこないため、同じ形の偽物の金銅仏をトメに渡そうとする。
大川
演 - 中丸新将
銀行の支店長。銀行の金を使い込んでおり、その穴埋めのためにトメの預金を必要としている。
ホームレス
演 - 西村淳二
パーマンの居場所を由紀夫に教えるホームレス。
男
演 - 渕野直幸
パーマンを探しに来た由紀夫に突然襲い掛かる男。自身もパーマンを探している。
店主
演 - 諏訪太朗
葉巻店 店主。トメが注文していた10万円のコイーバ エスプレンディドスを由紀夫に売る。

#### 第3話
戎岡 悟
演 - 岸部一徳
届け物の受取人。一週間前までサラリーマンだった殺し屋。高額な借金を背負わされ、妻と子供を人質に取られており、宮戸を殺すことを強要されている。自宅に戻れないのでホテル楽園に宿泊している。癌に侵されていて余命僅か。届け物は家族の写真と殺人の指示が書かれた書類。
戎岡 永子
演 - 香坂みゆき
悟の妻。夫の身を案じている。
宮戸 大四郎〈58〉
演 - 大塚周夫
日本大栄建設 社長。手抜き工事が原因で起きた丸三デパート倒壊事件の責任者。20人の死者を出したにも関わらず、一切反省していない。戎岡のターゲット。
男
演 - 高杉亘
失敗した戎岡に代わり宮戸を射殺するスナイパー。ギターケースにライフルを入れて持ち運んでいる。
戎岡 さやか
演 - 鈴木杏
悟の娘。
宿泊客
演 - 谷津勲
ホテル楽園で暴れて連行される軍服の客。
アナウンサー
演 - 野島卓（フジテレビアナウンサー、第10話）
テレビで丸三デパート倒壊事件を報じるアナウンサー。

#### 第4話
仲井戸
演 - 大杉漣
警部。臓器売買疑惑のある橘川を筑波と共に捜査する。実は室田と顔見知りで散々世話になっており、頭が上がらない。
橘川 梨江
演 - 桃井かおり
聖光会病院の優秀で人望のある医師。男を見る目はなく、八木の借金返済のために臓器売買に手を出している。由紀夫と共に平成医科大学病院に腎臓を届ける。
室田
演 - 北村総一朗
届け物の受取人。平成医科大学病院に入院中のわがままな代議士。届け物は死んだ人間の腎臓。病気で腎臓移植手術が必要で、ドナーの腎臓が届けられるのを待ちわびている。
八木
演 - 羽場裕一
橘川に金をせびっているヒモ。パソコンショップを経営しているが、借金を抱え倒産寸前。橘川の元患者。
伊吹
演 - 石丸謙二郎
一見、室田に忠実な秘書。だが、室田の手術を阻止するために腎臓が時間内に届かないよう画策する。
高山
演 - 井上浩
平成医科大学病院 医師。室田の担当医。
看護師
演 - 池津祥子
聖光会病院 看護師。
患者
演 - 花原照子
橘川の患者。

#### 第5話
山口 加奈
演 - 大河内奈々子
2件目の受取人。届け物は医師国家試験問題（AタイプとBタイプの2種類）。医者の娘で医大生。傲慢で世間をなめた態度を取り、大学も親の力で裏口入学している。麻薬の横流しをしている。
クニコ
演 - 黒沢あすか
加奈のドラッグ仲間。明穂の姉。風俗嬢。
河野和美
演 - 田村翔子
1件目の受取人。テレビ局を辞めてフリーになる予定のアナウンサー。男性とのプライベート写真をネタに脅されている。
西野圭子
演 - 伊佐山ひろ子
美容室 ベッティ 店主、美容師。岸和田の愛人・北原亜弓〈享年47〉の親友で葬儀の喪主。亜弓とは以前同じ店に勤めていた。岸和田のことは亜弓から聞いており、身寄りのない彼女のために岸和田の名刺を見つけて葬儀の案内を送った。実は岸和田と別れたあとに、彼には内緒で亜弓が子どもを産んでいたことを腰越に話す。子どもの名前は小林康晴。
浦部
演 - 佐戸井けん太（第8話）
腰越に医師国家試験の問題を売る男。
のちに、高瀬良子にキャッシュカードを届ける依頼を腰越にする。（第8話）
藤堂
演 - 新井康弘
五味から医師国家試験問題を買い取ろうとするヤクザ。
五味 ヨシミ
演 - 六角精児
由紀夫から医師国家試験問題を奪う男。逃走中、由紀夫に追いつかれれるが、片方だけ盗んで逃げる。足が速く、1987年の国体200m走で5位の成績を持っているが、優勝候補が3人棄権したラッキーな結果。実は加奈の薬を横流ししている売人。
綾
演 - 白石ひとみ
五味の部屋で下着姿で寛ぐ女性。
情報屋
声 - 大場真人（第10話）
星川に情報を売る男。星川を「さっちゃん」と呼ぶ。

#### 第6話
柴崎 日彦
演 - 宇崎竜童
届け物の受取人。刑務所を仮出所したばかりの男。届け物は歌「つぐない」の入ったカセットテープ。刑務所前で由紀夫から届け物を手渡された直後に望月らに拉致される。親友の村上シュンイチが隠した金をみどりに渡す約束を果たそうとする。
望月 登
演 - 金田明夫
村上に盗まれた金の行方を捜すヤクザ。その手がかりを掴んでいると思われる柴崎を、仮出所直後に拉致する。金はいかさま賭博で儲けた物で村上は既に殺しているが、金のありかはわかっていない。
瀬川 みどり
演 - 沖直未
恋人の村上から柴崎にカセットテープを渡すよう頼まれた女性。星川を通じて野長瀬に届け物の依頼をした。居酒や 恋路 を営んでいる。
男
演 - 中根徹
みどりの現在の交際相手。借金を村上の奪った金で返してあげる、とみどりに言われている。

#### 第7話
アオイ
演 - 葉月里緒菜
クライマックス所属のホテトル嬢。保科が探しているメロン所属のアオイを知っている、と言い、アオイ探しを手伝う。
実は彼女が保科が探しているメロンのアオイ。昔、看護師だった頃に保科に預けた金を株で大損している。保科は謝罪したので許したが、たまたま客とホテトル嬢として再会した際、保科が自分のことを忘れていたことにショックを受け、自分に惚れさせてポイ捨てした。
保科 雅彦〈28〉
演 - 寺脇康文
証券会社 アルファ証券のトレーダー。ホテトル嬢のアオイに心底惚れ、今週水曜の誕生日に薔薇の鉢植えを届けるため、所属していたミニスカクラブ メロンを辞めたアオイを探して欲しい、と腰越の会社に依頼する。
実は客の金で大損してその補填に別の客の株券を売っている。帳簿の帳尻合わせをするため、風邪をひいても会社を休めない状態に陥っている。
坂巻
演 - 相島一之
プロゴルファー。メロンのアオイの元客。彼女は証券会社に騙されて多額の借金を背負って前の仕事を辞めており、金を憎んでいる、と由紀夫に話す。
スミレ
演 - 平光琢也
新大久保で立ちんぼをしている女装の男性。
ヤクザ
演 - 赤星昇一郎
スミレの情夫。スミレに話を聞く由紀夫に殴りかかる。
ネイルサロンの客
演 - 猫背椿
クライマックスのアオイが、水商売や風俗の子がよく通っていると教えてくれたネイルサロンの客。メロンのアオイの元同僚。アオイは金に汚かった、昔は看護師だった、と由紀夫に教える。
野長瀬が呼んだアオイ
演 - 桜井あゆみ
野長瀬がラブホテルに呼んだホテトル嬢。実はSMクラブのS嬢。
北野 優二
演 - 草彅剛（友情出演）
同クールに放送されていた連続ドラマ『いいひと。』のワンシーンとのシンクロ出演。

#### 第8話
高瀬 良子〈28〉
演 - 松下由樹
届け物の受取人。整形美人。宝石会社に勤めていたが、経営が傾いていた会社のためにタイで事故死したことにして、彼女の保険金を会社が受け取るという保険金詐欺に加担していた。3年間帰国しない約束だったが、2度強盗に襲われ殺されそうになり、会社が殺し屋を雇ったと思い帰国。会社に金を要求してくる。用心しているため、連絡は新聞の広告欄を使うよう要求している。届け物は宝石会社が用意した100万ドルが入ったインターナショナルバンクの口座のキャッシュカード。日本に帰国してからも痴漢に自宅に侵入されたため用心深くなっており、由紀夫を信用するまで次々と指令を言い渡す。整形前は地味でブスで暗かったので妻子持ちの男ぐらいしか相手にしてくれず、会社の重役と不倫し、彼に頼まれて保険金詐欺に協力した。その重役からは、3年経ったら妻と離婚して君と結婚すると言われていたが、帰国してみると妻は2人目の子を妊娠していた。
男
演 - 大高洋夫
良子をつけ狙うトレンチコートの男。六本木のクラブ ジェイフォックスの倉庫に由紀夫と良子を閉じ込める。実は千明のストーカーで、彼女が由紀夫に騙されている、と思い込み、由紀夫をつけ狙っていた。
男
演 - 村松卓矢（最終話）
由紀夫にバタフライナイフで指の間を刺される男。
クラブの男
演 - ブライアン・フェリー（友情出演）

#### 第9話
愛川 リツ子
演 - 藤谷美和子（友情出演）
届け物の受取人。かつては清純派で売り出していたスキャンダル女優。届け物は娘のなつみ。栗原と離婚後、娘・なつみと暮らしていたが、栗原になつみを奪われてしまう。仕事で殆ど家におらずなつみのことは家政婦任せで、彼女のことは何も知らない。
愛川 なつみ
演 - 田島穂奈美
リツ子の娘。小学2年生。親の言うことはちゃんと聞く素直でしっかり者。演技力はリツ子譲り。幼稚園の時にリツ子がいつも作ってくれた、スーパーで売ってる小さい苺に牛乳と砂糖をかけて潰したのが好き。リツ子が自分の好みを覚えていなかったことがわかり、父親の元へ帰ることを決める。
レポーター
演 - あめくみちこ、南川昊、森下哲夫
リツ子を追っかけているレポーター。
栗原 順一
演 - 光石研
弁護士。リツ子の元夫でなつみの父親。リツ子の素行が悪くなつみの教育に悪いと考え、なつみを自宅に連れて行き、親権を奪おうと画策する。なつみの世話は同居している母に任せっきり。
お巡りさん
演 - 酒井敏也
なつみと一緒に公園のベンチに座る由紀夫に職質する警察官。
誘拐犯
演 - 梅垣義明
ピアノ教室帰りのなつみを誘拐してリツ子から身代金を手にしようとするが、すぐに由紀夫に奪い返される。
メガトン西郷
演 - 松田勝
リツ子の男。プロレスラー。ホテルのリツ子の部屋にいるところをレポーターに見つかってしまう。
栗原
演 - 宮内順子
順一の母、なつみの祖母。なつみの面倒を見ている。

#### 第10話
眼帯の男
演 - 若松武（最終話）
山内にディスクを届けるために由紀夫が行った輸入代理店 オフィス・エリスに現れ、届け物を受け取る、と言う男。由紀夫に名前を聞かれ「ヤマウチ」と名乗る。由紀夫と格闘になり、バタフライナイフで左目を切られて眼帯姿になる。
実は筑波の弱みを握っており、彼から情報を貰っている。筑波から腰越の行方を聞き出そうとして反撃され撃たれそうになるが、返り討ちにする。そしてその罪を腰越に着せる。元警察官。（最終話）
富永 潤一〈39〉
演 - 田山涼成
届け物の依頼人。厚生省の岸和田の元部下。腰越にディスクを渡し、山内（ヤマノウチ）トモカズという男に渡して欲しい、と頼む。後に多摩川下流で遺体となって発見される。
外国人
演 - ステファン・プレファス（最終話）
山内の部下。スペイン語を話す。
部下
演 - 渡辺城太郎（最終話）、藤原習作（最終話）、高橋光宏（最終話）
眼帯の男の部下。ディスクを探すために腰越のオフィスに現れ、野長瀬に暴行する。

#### 最終話
美樹
演 - 鈴木京香（第10話）
由紀夫の記憶に出てくる謎の女性。永井の恋人。由紀夫とも以前交際していた。図書館司書。
永井
演 - 真木蔵人
刑事。由紀夫と幼馴染。美樹との結婚を決意した夜に暴力団の策にはまり死亡する。
先崎
演 - 加藤善博
ヤクザ。由紀夫の昔の上司。
三田垣 辰臣〈56〉
演 - 亀石征一郎
厚生省の大臣官房。岸和田と同じ手口で研究開発費の横領をしていた。総額は3年で6億円。警視庁幹部の親族。
尾木
演 - 竹田光一
先崎の部下で由紀夫の兄貴分。永井を殺す計画をたてる。
雄二
演 - 宮藤官九郎
由紀夫の舎弟。実は岸和田に雇われて、溝口康晴の近況を岸和田に報告していた。
古縞 伸子
演 - 有森也実
アンティークショップ アンティークコシマ オーナー。山内の代理人。
岸和田 裕二郎
演 - 緒形拳（第10話）
厚生省の官僚で研究開発費51億円を横領し、金と共に姿を消した腰越の愛人。「山内（ヤマノウチ）」と名前を変えて海外で暮らしているが、事情があって一時帰国している。
南米の小国の政治家と友達で、彼が政権を取れるよう51億を提供した。晴れて彼は大統領になり、岸和田は見返りに杉並区ほどの広さの土地を貰い、そこに病院や学校を建て、独立国のようにして暮らしている。そして、近いうちに大洪水がくるから、と大きな船を建造している。

## スタッフ
- 脚本：飯田譲治、井上由美子
- 演出：河毛俊作、中江功、澤田鎌作
- 音楽：吉俣良 など（オリジナルサウンドトラック「ギフト」より）
- 主題歌：ブライアン・フェリー「TOKYO JOE」（東芝EMI）
※第8話にブライアン・フェリーがカメオ出演している。
- 制作主任：由利芳伸、片岡俊哉
- 演出補：板谷恒一、桜庭信一
- プロデュース補：塚田洋子、小林正知
- プロデュース：山口雅俊
- 制作著作：フジテレビ

## 放送日程
| 各話                                                       | 放送日        | サブタイトル                             | 脚本       | 演出     | 視聴率 |
| ---------------------------------------------------------- | ------------- | ---------------------------------------- | ---------- | -------- | ------ |
| 第1話                                                      | 1997年4月16日 | 女子高生を援助交際ブローカーに届ける     | 飯田譲治   | 河毛俊作 | 23.0%  |
| 第2話                                                      | 1997年4月23日 | 大切な思い出を届ける                     | 飯田譲治   | 河毛俊作 | 18.7%  |
| 第3話                                                      | 1997年4月30日 | 殺人の指令を気の弱い人に届ける           | 飯田譲治   | 澤田鎌作 | 15.5%  |
| 第4話                                                      | 1997年5月07日 | 腎臓を死体ごと届ける                     | 井上由美子 | 澤田鎌作 | 17.8%  |
| 第5話                                                      | 1997年5月14日 | 過去に会った女に届ける                   | 飯田譲治   | 河毛俊作 | 16.6%  |
| 第6話                                                      | 1997年5月21日 | 金塊の場所と歌を届ける                   | 飯田譲治   | 中江功   | 15.9%  |
| 第7話                                                      | 1997年5月28日 | ホテトル嬢にバラの花を届ける             | 井上由美子 | 中江功   | 15.6%  |
| 第8話                                                      | 1997年6月04日 | 過去に戻って由紀夫が別人になる           | 飯田譲治   | 河毛俊作 | 16.9%  |
| 第9話                                                      | 1997年6月11日 | 消えゆく由紀夫、スキャンダル女優にギフト | 井上由美子 | 澤田鎌作 | 19.0%  |
| 第10話                                                     | 1997年6月18日 | 思い出した! 最後のギフトに秘密           | 飯田譲治   | 河毛俊作 | 16.5%  |
| 最終話                                                     | 1997年6月25日 | 謎がすべて明らかに! さようなら由紀夫     | 飯田譲治   | 河毛俊作 | 20.9%  |
| 平均視聴率 18.2%（視聴率は関東地区・ビデオリサーチ社調べ） |               |                                          |            |          |        |

- 初回は21時2分 - 22時24分の28分拡大放送。
- 最終回は21時3分 - 22時24分の27分拡大放送。

## 受賞
- 第13回ザテレビジョンドラマアカデミー賞
  - 助演女優賞（室井滋）
  - キャスティング賞
  - タイトルバック賞（河毛俊作）

## 関連商品
Blu-ray・DVD
- ギフト Blu-ray BOX（2019年1月9日発売、ポニーキャニオン）
- ギフト DVD-BOX（2019年1月9日発売、ポニーキャニオン）

VHS
- ギフト  <完全版> VHS 全4巻（1997年11月28日発売、ビクターエンタテインメント）

サウンドトラック
- ギフト オリジナル・サウンドトラック（1997年6月4日発売、ポニーキャニオン）

書籍
- 飯田譲治・梓河人『ギフト』 ノベライズ（2000年6月発売、角川書店）ISBN 978-4043493036

## エピソード
- 倍賞美津子が演じた朔原令子は、当初レギュラーの予定だったが4話を最後に出番がなく、朔原は失踪し休職扱いになったという設定になっている。これは倍賞の病気による降板のためであるが、当時は病気のことも公表されておらず降板したのかどうかも一切説明されなかった。放送終了から数年後に倍賞本人が病気のことを告白したため、その闘病時期がこのドラマの撮影時期と重なっていたことから降板していたことも初めて判明した。ちなみに倍賞は最終回に辻褄合わせのため数シーンのみ出演している。
- 第4話で主人公・由紀夫は「きしわだゆうじろう」（岸和田裕次郎?）という偽名を使うが、看護婦に名前の字を「裕次郎、『黒部の太陽』の」と説明している。
- 後述の騒動以来、作品全編は放送されていないものの、フジテレビの特番内で断片的に劇中のシーンが紹介されたことはある。2008年1月7日に放送された『平成20年間1億3000万人のがんばった大賞』（司会・草彅剛）で2007年までのフジテレビ人気ドラマが紹介され、品川庄司の品川祐が放送当時の思い出として前述の『いいひと。』と『ギフト』のコラボレーションに興奮したことを語った際、『ギフト』の該当シーンも紹介された。

## バタフライナイフ殺人事件との関連性
1998年1月28日、栃木女性教師刺殺事件が発生した。この事件で使用された凶器はバタフライナイフであり、女性教諭を刺殺した少年は、本作の主人公が器用にバタフライナイフを振り回している場面を見て、そこに「かっこ良さ」を見出したなどと供述した。各マスコミは「少年がドラマの影響で人を殺した」などと報道して、東海テレビはすぐに再放送中の本作を放送中止とした。1997年10月に愛知県小牧市で発生した日系ブラジル人少年集団暴行死事件の容疑者である当時19歳の少年が名古屋拘置所から本作の再放送中止を訴える手紙を送っていたことが判明していることも関係しており、再放送を予定していた仙台放送もプログラムの変更を決定した。
かねてからテレビに介入をしてきた郵政省は、これを奇貨として「青少年と放送に関する専門家会合」を組織して規制に乗り出す。テレビ局側は官僚の介入という事態にこれといった抵抗もせず、テレビが萎縮していくひとつの契機となった。
なお、同年2月2日には東京都江東区で中学3年生の少年が、警察官から拳銃を奪おうとバタフライナイフで襲撃する事件も起こった。
以降、本作は事件の影響を受けて当時発売されていたVHSも全巻が絶版となり再放送もされなかったため、長年にわたって視聴が困難な作品となっていたが、2019年1月9日にBlu-rayとDVDが発売された。

## 関連書籍
- 藤田真文『ギフト、再配達―テレビ・テクスト分析入門』せりか書房 ISBN 978-4796702720